# Carole Ann Campbell
Carole Ann Campbell (* 27. März 1944 in Sherman Oaks, Los Angeles, Kalifornien; † 6. März 2010 in Laguna Woods, Kalifornien) war eine US-amerikanische Schauspielerin, die als Kinderstar bekannt wurde.

## Leben
Campbell spielte in der Theatergruppe ihres Vaters, der ein Amateurtheater leitete. Dies führte zunächst zu zwei kleinen Auftritten gegen Ende 1955 in der Fernsehserie Willy und zu einer Rolle in Und morgen werd' ich weinen. Walt Disney persönlich engagierte die elfjährige für die Rolle der Iola in dem 14-teiligen Hardy-Boys-Fernseh-Serials, das im Juni und Juli 1956 gedreht wurde. Auch im 1957 produzierten Folge-Serial war sie in dieser Rolle besetzt. Im Anschluss daran war sie jedoch nur noch (ohne Credit) im Film Bernadine sowie einer Folge der Serie 26 men zu sehen.
Campbell machte ihren Schulabschluss 1962 und heiratete drei Jahre später. Sie kehrte nicht mehr in die Öffentlichkeit zurück.